# William Grenville, 1.º Barão Grenville
William Wyndham Grenville, 1.º Barão Grenville PC (25 de outubro de 1759 – 12 de janeiro de 1834), foi um político britânico Whig e primeiro-ministro do Reino Unido. Grenville estudou no Eton College, era filho do primeiro-ministro George Grenville, foi eleito para a Câmara dos Comuns em 1782.

## Primeiro ministro
Após a morte de William Pitt, o Novo em 1806, Grenville tornou-se o chefe do "Ministério de Todos os Talentos", uma coalizão entre os apoiadores de Grenville, os Foxite Whigs, e os apoiadores do ex-primeiro-ministro Lord Sidmouth, com Grenville como Primeiro Lorde do Tesouro e Fox como Secretário de Relações Exteriores como líderes conjuntos. O primo de Grenville, William Windham, serviu como Secretário de Estado da Guerra e das Colônias, e seu irmão mais novo, Thomas Grenville , serviu por um breve período como Primeiro Lorde do Almirantado.
No final das contas, o Ministério realizou pouco e não conseguiu fazer a paz com a França ou a emancipação católica, a tentativa posterior resultando na demissão do ministério em março de 1807. Teve uma conquista significativa, no entanto, na abolição do comércio de escravos em 1807.

## Legado
Os historiadores acham difícil dizer exatamente quais papéis separados Pitt, Grenville e Henry Dundas desempenharam no estabelecimento da política de guerra contra a França, mas concordam que Grenville desempenhou um papel importante em todos os momentos até 1801. O consenso dos estudiosos é que a guerra com a França apresentou um complexo inesperado de problemas. Houve um conflito entre ideologias seculares, o recrutamento de enormes exércitos, o novo papel da Rússia como potência continental e, especialmente, a extensão e o custo das múltiplas coalizões.

Grenville trabalhou energicamente para construir e manter unidas as coalizões Aliadas e prestou a devida atenção aos membros menores, como a Dinamarca e a Sardenha. Ele negociou a complexa aliança com a Rússia e a Áustria. Ele esperava que, com o financiamento britânico, eles suportassem o peso das campanhas terrestres contra os franceses.